# Президентские выборы в Финляндии (1950)
Двухступенчатые президентские выборы были проведены в Финляндии в 1950 году, впервые общественность была вовлечена в президентские выборы с 1937 года, когда в 1940, 1943 и 1946 годах были проведены три непопулярные выборы. 16 и 17 января общественность избрала выборщиков президента в коллегию выборщиков. Они в свою очередь избрали президента. Результатом стала победа Юхо Кусти Паасикиви, победившего в первом туре голосования. Явка избирателей в голосовании составила 63,8 %. Президент Паасикиви сначала не хотел добиваться переизбрания, по крайней мере, на регулярных президентских выборах. Он подумал о том, чтобы попросить финский парламент переизбрать его с помощью другого закона о чрезвычайном положении. Бывший президент Стольберг, выступавший в качестве его неофициального советника, убедил его добиваться переизбрания обычным способом, когда он прямо сказал Паасикиви: «Если финский народ не будет пытаться избирать президента каждые шесть лет, он действительно не заслуживает независимого и демократическая республика». Паасикиви провел пассивную кампанию в стиле «переднего крыльца», произнося несколько речей. Напротив, кандидат в президенты от аграрной партии Урхо Кекконен выступил на 130 избирательных собраниях. Коммунисты утверждали, что Паасикиви допустил ошибки в своей внешней политике и не проводил мирной и дружественной внешней политики по отношению к Советскому Союзу. Аграрии критиковали Паасикиви более тонко и косвенно, ссылаясь на его преклонный возраст (79 лет) и рассказывая анекдотично о пожилых хозяевах фермерских домов, которые вовремя не поняли, что им следовало бы отдать руководство своих домов своим сыновьям. Кекконен заявил, что действующее правительство премьер-министра К. А. Фагерхольма, принадлежащее к социал-демократическому меньшинству, пренебрегло финскими фермерами и безработными. Кекконен также защищал беспартийную демократию, которая не была бы ни социал-демократией, ни народной демократией. Коммунисты надеялись, что их кандидат в президенты, бывший премьер-министр Мауно Пеккала, заберет голоса у социал-демократов (которые тихо поддержали Паасикиви), потому что Пекалла был бывшим социал-демократом. Аграрии потеряли более четырёх процентов своей доли голосов по сравнению с парламентскими выборами 1948 года. Эта потеря обеспечила переизбрание Паасикиви. В противном случае Кекконен мог бы быть узко избранным президентом — при условии, что за него проголосовали бы все избиратели президента коммунистов и народных демократов.

## Результаты
| Кандидат                  | Партия                                | Число голосов | %    |
| ------------------------- | ------------------------------------- | ------------- | ---- |
| Юхо Кусти Паасикиви       | Национальная коалиция                 | 171           | 57.0 |
| Мауно Пеккала             | Демократический Союз народа Финляндии | 67            | 22.3 |
| Урхо Кекконен             | Аграрный союз                         | 62            | 20.7 |
| Всего                     | Всего                                 | 300           | 100  |
| Источник: Nohlen & Stöver |                                       |               |      |